# Carlos Renato Frederico
Carlos Renato Frederico, född 21 februari 1957, är en brasiliansk tidigare fotbollsspelare.
Carlos Renato Frederico spelade 22 landskamper för det brasilianska landslaget. Han deltog bland annat i fotbolls-VM 1982.